# Lelde Vikmane
Lelde Vikmane, née le 16 juillet 1960 à Riga, est une actrice, publicitaire, et professeure de langue lettone, engagée activement dans les relations culturelles entre la France et la Lettonie. 

## Biographie
Elle fait ses études au lycée chorégraphique de Riga, puis au Tautas kinoaktieru studija (Formation des jeunes acteurs de cinéma). En 1982, elle est diplômée avec mention du Conservatoire d'État de Lettonie en coopération avec le Théâtre Dailes. Elle se produit d'abord comme actrice indépendante de 1978 à 1982 au Théâtre Dailes, qui la recrute en 1982, et joue également au Théâtre « Kabata » et au Nouveau Théâtre de Riga. 
A 17 ans, elle est remarquée par le réalisateur Aloizs Brenčs qui lui confie un premier rôle à l'écran dans le film Rallijs. 
En 1984 , elle obtient le premier rôle dans le film « Vajadzīga soliste », devenu culte en Lettonie car il incarne les premiers souffles de liberté  à la fin de l’ère soviétique : une histoire d’amour et de musique, débarrassée de tout thème politique, ce qui est très rare à l’époque. 
Lelde Vikmane a interprété une trentaine de rôles au cinéma,d'abord au sein des pays du bloc soviétique (Lettonie, Arménie, Russie - avec des tournages en Sibérie-,Ouzbékistan), puis en Lettonie redevenue indépendante à partir de 1991.  
À partir de 1995, elle travaille dans le secteur de la publicité, notamment comme directrice de publicité pour les magazines Kosmetik Baltikum et Podium Art. De 2000 à 2002, elle est  l'animatrice de l'émission "Patiešām privāti"(Vraiment privé) de la chaîne de télévision TV3. À partir de 2002, elle devient responsable des projets publicitaires pour les magazines Rīgas Laiks et Baltic Outlook de la maison d'édition Rīgas Laiks. Depuis 2013, elle s'engage dans les activités de la diaspora lettone en France, et est membre du bureau de l'Union lettone en France (Latviešu Apvienība Francijā, LAF). 
À partir de 2017, jusqu'en 2019 , elle enseigne à Paris la langue lettone (niveaux 1 à 3) à l'Institut national des langues et civilisations orientales (INALCO). 
En mars 2019 à Londres, Lelde Vikmane est élue membre du Comité exécutif de l'Association des Lettons d'Europe (ELA), chargée de la culture. En septembre 2022, elle est réélue membre du Comité exécutif.  

## Filmographie
- 1976 — Šīs bīstamās balkona durvis (lv)(Cette dangereuse porte de balcon) — épisode
- 1977 — Dāvanas pa telefonu (Cadeaux au téléphone ) — épisode
- 1978 — Rallijs (Rallye) — Dora
- 1979 — Tās dullās Paulīnes dēļ (A cause de cette mauidite Pauline) — Paulīne jaunībā, épisode
- 1980 — Trīs dienas pārdomām (Trois jours pour réfléchir) — épisode
- 1980 — Vakara variants (Variante en soirée) — Jūlija
- 1981 — Ilgais ceļš kāpās (Longue marche dans les dunes Episode 5) — Aina
- 1982 — Tarāns — Jana
- 1983 — Priekšā okeāns (Devant l'océan "Sverdlovskas kinostudija") Troisième série — Ilga
- 1984 — Vajadzīga soliste (Devant l'océan) — Evija (iedziedājusi Mirdza Zīvere)
- 1985 — Pēdējā indulgence (Dernière indulgence) — Irēna Kancāne
- 1986 — Pēdējā reportāža (Dernier reportage) — épisode
- 1986 — Par to, kas nebija (À propos de ce qui n'était pas. О том, чего не было - Film Ousbek) — La secrétaire, Viņa
- 1987 — Kvartets ("Armenfiļm") — épisode
- 1987 — Svītas cilvēks (L'entourage) — épisode
- 1988 — Sēklis (La graine) — épisode
- 1989 — Zītaru dzimta (La famille Zitar) — Elza Zītars
- 1991 — Kodri (Kodrii Film moldovar) 5.,6, séries— Ileana — Elena
- 1991 — Simts verstis pa upi (Cent verstes en aval) — Temeza
- 1991 — Mērnieku laiki (Le temps des géomètres) — La châtelaine
- 1991 — Zeva ierocis (L'âme de zeus. Studio de cinéma A. Dovženko )
- 1991 — Sokrāts (Сократ; Socrate) — Bakhida
- 1992 — Duplets — La gérante
- 1993 — Ziemassvētku jampadracis — La gentille dame
- 2000 — Rīgas gambīts (série de la châine LTV ) — Laine Aršanska
- 2000 — Baiga vasara — épisode
- 2002 — Trusis. 7 lidojumi (Lapin. 7ème vol. — La femme de l'apiculteur
- 2002 — Kamenska-2 (Каменская-2, TV seriāls, Krievija) — épisode
- 2011 — Es mīlu tevi, Rīga (Riga, e t'aime)— Vientuļā
- 2014 — Džimlai rūdi rallallā — L'infirmière